# Ryōta Yamamoto
Pour les articles homonymes, voir Yamamoto.
Ryōta Yamamoto (山本 涼太, Yamamoto Ryōta), né le 13 mai 1997 à Kijimadaira, est un coureur du combiné nordique japonais.

## Carrière
Il fait ses débuts en compétition internationale en 2014 à l'occasion des Championnats du monde junior à Val di Fiemme. En décembre 2015, il démarre pour la première fois dans la Coupe continentale à Soldier Hollow ; il y est huitième. En février 2017, il est appelé à participer aux épreuves de Coupe du monde à Sapporo, au Japon. Il passe un cap lors de la saison 2018-2019, où il monte sur son premier podium en Coupe continentale à Park City et marque ses premiers points en Coupe du monde (48e du classement général). À l'été 2019, sur le Grand Prix, il est troisième d'une mass-start disputée à Klingenthal. En décembre 2019, il atteint son premier classement dans le top dix en Coupe du monde sur le Gundersen à Ruka (9e). Il obtient une autre neuvième place à Oslo en fin de saison, ce qui l'aide à finir vingtième du classement général. Son autre temps fort de l'hiver est sa troisième place à la compétition par équipes à Oberstdorf au mois de janvier.
Il a étudié à l'Université Waseda.

## Palmarès

### Jeux olympiques d'hiver
| Épreuve / Édition | Individuel     | Individuel     | Par équipes Grand tremplin |
| Épreuve / Édition | Petit tremplin | Grand tremplin | Par équipes Grand tremplin |
| JO 2022 Pékin     | 14e            | 12e            | Bronze                     |

### Championnats du monde
| Épreuve / Édition        | Individuel     | Individuel     | Par équipes           | Par équipes           |
| Épreuve / Édition        | Petit tremplin | Grand tremplin | Grand tremplin Sprint | Petit tremplin Relais |
| Mondiaux 2021 Oberstdorf | 11e            | 10e            | 4e                    | 4e                    |

### Coupe du monde
- Meilleur classement général : 14e en 2021.
- Trophée du meilleur sauteur en 2023.
- 4 podium : 1 deuxième place et 3 troisièmes places.
- 3 podiums par équipes : 3 troisièmes place.

#### Différents classements en Coupe du monde
| Année     | Classement général final |
| 2018-2019 | 48e                      |
| 2019-2020 | 20e                      |
| 2020-2021 | 14e                      |
| 2021-2022 | 15e                      |
| 2022-2023 | 11e                      |

### Grand Prix
- 1 podium.

### Coupe continentale
- 1 podium.